# Sieglinde Schulz
Sieglinde Schulz es una deportista alemana que compitió para la RFA en tiro con arco, en la modalidad de arco recurvo. Ganó una medalla de plata en el Campeonato Europeo de Tiro con Arco al Aire Libre de 1976, en la prueba por equipos.

## Palmarés internacional
| Campeonato Europeo al Aire Libre | Campeonato Europeo al Aire Libre | Campeonato Europeo al Aire Libre | Campeonato Europeo al Aire Libre |
| Año                              | Lugar                            | Medalla                          | Prueba                           |
| -------------------------------- | -------------------------------- | -------------------------------- | -------------------------------- |
| 1976                             | Copenhague (Dinamarca)           | Medalla de plata                 | Equipo                           |